# Saintoise
La saintoise (Sentwaz en créole) ou canot saintois est une barque  de pêche non pontée, manœuvrable traditionnellement à voile ou à rame, originaire de l'archipel des Saintes qui s'est répandue dans l'ensemble des Petites Antilles. 
Une des composantes principales du patrimoine et de l'identité culturelle des îles des Saintes, sa pratique se développe rapidement dans le nautisme guadeloupéen depuis une dizaine d'années où elle est devenue une nouvelle discipline sportive, la voile traditionnelle. 

## Origine
La saintoise traditionnelle est l'œuvre du savoir-faire des charpentiers de marine d'origine bretonne, installés aux Saintes vers le XVIIIe siècle, qui l'ont conçue pour pratiquer la pêche. Elle est parfaitement étudiée pour tenir la mer des Antilles, sa forme creuse et fuselée ajoutée au foc et à la grand-voile servaient à naviguer au près. 
À l'arrivée du moteur hors-bord dans les années 1960, Alain Foy un charpentier de marine saintois, adapte le bateau à la technologie et crée la saintoise à moteur qui fera l'unanimité des pêcheurs des îles des petites Antilles, principalement à la Guadeloupe, la Dominique, la Martinique, la Désirade, Marie-Galante, Saint-Barthélemy et Saint-Martin où elle a remplacé le gommier traditionnel trop instable. La carène devient plus stable et adaptée au poids du moteur dès lors.
De nos jours, la coque en bois laisse place à des matériaux composites.

## Description
La saintoise traditionnelle est constituée de plusieurs bois pour sa coque (le bois du nord pour la quille, l'acajou pour les bordées et le plancher, le poirier pays pour les membrures et la proue).
Les voiles (foc et grand voile) sont raccordées au mât et à la bôme (en bambou) par des lianes appelées ailes de ravèt. La bôme est plus longue que le mât. 
L’embarcation est lestée par des roches et est manœuvrée par un équipage d'au moins cinq individus (et sept maximum pour les équipages exclusivement féminins ou jeunes), maintenant l'allure au trapèze. 
De nombreux chantiers navals foisonnent de nos jours aux Saintes, en Guadeloupe et à la Désirade.

## Nautisme
Longtemps le loisir des régatiers dans la rade des Saintes, la saintoise traditionnelle est devenue une activité sportive très prisée en Guadeloupe et se démocratise rapidement depuis la création du tour de la Guadeloupe à la voile traditionnelle (T.G.V.T.) en juillet 2001. Elle connait un succès grandissant d'année en année. 
En 2017, la discipline a connu un grand tournant avec la création de l'association de Classe des Canots Saintois de Voile Traditionnelle de Guadeloupe. Cette association affiliée à la Fédération Française de Voile regroupe les pratiquants de la voile sur le bateau de type « Canots Saintois de Voiles Traditionnels de Guadeloupe» ainsi que toute personne intéressée par le développement de ce support (les patrons de canots, les constructeurs, les partenaires, etc). Elle a pour objectif de faire naviguer et régater des passionnés, sur des bateaux aux performances similaires et à un coût maîtrisé dans la pure tradition. Elle assure la promotion des bateaux de sa série, organise les circuits et contribue à l'harmonisation des calendriers fédéraux.
Sous l'égide de la Classe des Canots Saintois de Voile Traditionnelle de Guadeloupe, le calendrier sportif s'est ainsi structuré permettant de se retrouver de janvier à août :
- Challenge Apiyé (4 à 5 régates à raison d'une par mois de janvier à mai).
- Championnat de Guadeloupe de Voile Traditionnelle,  qui se déroulait chaque année sur 6 journées étalées de janvier à juin change de formule à partir de 2018 pour améliorer sa lisibilité et son attrait sportif et est regroupé sur 1 week-end.
- Course du 1er mai (Sainte-Rose).
- Mémorial Forbin (Pointe-à-Pitre).
- Traditour (Nouvelle formule du Tour de Guadeloupe en Voile Traditionnelle depuis 2018).
- Memorial Mike Dulorme - Vwal O Van ( La Désirade).

Elle fait l'unanimité aussi à Saint-Barthélemy et aux Saintes où elle fait l'objet d'une régate lors des fêtes patronales de ces îles,,.

## Vocabulaire de la voile traditionnelle saintoise
- À dieu vat = paré à virer de bord (à la grâce de Dieu) ;
- cier = avancer à contresens ;
- border = raidir la voile ;
- choquer = lâcher la voile.